# Kayla McAlister
Kayla McAlister (6 de agosto de 1988) é uma ruguebolista de sevens neozelandesa, medalhista olímpica.

## Carreira
Kayla McAlister integrou o elenco da Seleção Neozelandesa Feminina de Rugby Sevens medalha de prata na Rio 2016.